# Fredy Thompson
Pour les articles homonymes, voir Thompson.
Fredy Williams Thompson León, ou simplement Fredy Thompson, né le 2 juin 1982 à Puerto Barrios au Guatemala, est un footballeur international guatémaltèque, qui joue en tant que milieu défensif.
Il compte 96 sélections et 3 buts en équipe nationale entre 2000 et 2011. Il joue actuellement pour l'équipe B du club guatémaltèque de Comunicaciones.

## Biographie

### Sélection
Fredy Thompson est convoqué pour la première fois par le sélectionneur national Carlos Bilardo pour un match amical face au Trinité-et-Tobago le 24 mars 2001 (défaite 3-1). Le 4 septembre 2010 contre le Nicaragua, il marque son premier but en sélection (victoire 5-0). Il reçoit sa dernière sélection le 15 novembre 2011 face à Grenade (victoire 4-1).
Il dispute trois Gold Cup (en 2002, 2003 et 2005). Il participe également à trois Coupes UNCAF (en 2001, 2003 et 2007).
Il compte 90 sélections et 3 buts avec l'équipe du Guatemala entre 2001 et 2011.

## Palmarès

### En club
- Avec le CSD Comunicaciones :
  - Champion du Guatemala en Cla. 2001, Ape. 2002, Cla. 2003, Ape. 2010 et Cla. 2011
- Avec le CSD Municipal :
  - Champion du Guatemala en Cla. 2008

### En sélection nationale
- Vainqueur de la Coupe UNCAF en 2001
- Finaliste de la Coupe UNCAF en 2003

## Référence
1. ↑  RSSSF.com: Fredy Thompson en sélection (2001-2011)